# Whole Wheat Bread
Whole Wheat Bread est un groupe de punk rock américain, originaire de Jacksonville, en Floride. Il est formé en 1993.

## Biographie
Aaron Abraham et Nicholas Largen sont des amis originaires de Jacksonville, en Floride. Abraham connait Largen (DJ Dirtee $skeet) grâce à la scène hip-hop underground de Jacksonville dans laquelle il était bien connu. Ils se rencontrent et décident de former un groupe. Whole Wheat Bread est rejoint par Largen et son frère. Avec Abraham au chant et à la guitare et Largen à la basse, le frère de Largen, Joseph, s'occupera de la batterie, Whole Wheat Bread continue de jouer des concerts et d'enregistrer. Leur premier album, Minority Rules, est publié en janvier 2005 au label Fighting Records. L'album est produit par Darian Rundall (Pennywise, Yellowcard). L'album atteint la huitième place des Billboard Top Heatseekers. En soutien à l'album, ils tournent avec des groupes comme MxPx, The Suicide Machines, Reel Big Fish, Sloppy Meateaters, et Streetlight Manifesto. 
Le bassiste Nicholas Largen est arrêté à Amherst, New York, accusé de tentatives de braquages en juin 2006. Il sera remplacé par C.J. du groupe El Pus. Le groupe continue de jouer avec d'autres comme The Bouncing Souls, Street Dogs, et Killah Priest du Wu-Tang Clan. Ils publient ensuite un EP, Punk Life, en novembre 2006, enregistré avec l'arrestation de Largen. L'EP comprend trois chansons originales et trois reprises « crunk rock » de chansons rap. L'une d'entre elles, Symbol of Hope, reflète les événements liés à l'ouragan Katrina ignoré par le gouvernement.
Le 11 octobre 2007, ils annoncent le départ de C.J. Randolph. Whole Wheat Bread recrutera alors Will Frazier à la basse. D'autres tournées s'ensuivent courant 2007, puis ils commencent à travailler sur un deuxième album. Ils s'associent au producteur Travis Huff (Fall Out Boy, Yellowcard), pour une sortie de l'album prévue pour l'été 2008, mais repoussée à janvier 2009. Whole Wheat Bread s'associera aussi avec le rappeur Lil' Jon pour son album solo, Crunk Rock. Ils publient leur deuxième album, The Hearts of Hoodlums, le 6 janvier 2009. 
En 2012, Whole Wheat Bread publie un EP de six collaborations gratuitement téléchargeable avec le rappeur Murs sous le titre The Invincibles. Le 20 septembre 2012, le groupe annonce sur Facebook un cinquième album pour novembre. Le 12 octobre 2016, des dates de concerts sont diffusées sur leur page Facebook en soutien à leur futur EP Punk Life 2. Un clip du single Eye for an Eye, issu de l'EP, est publié à la fin de 2016. Punk Life 2 est publié en mars 2017.

## Membres

### Membres actuels
- Aaron Abraham (Nasty Nigga Fleetwood) – guitare, chant (depuis 2003)
- Joseph Largen (Mr. Whitefolks) – batterie, chant (depuis 2003)
- Will Frazier (Willy) – basse

### Anciens membres
- Nick Largen (D.J. Dirtee $keet) – basse, chant (2003-2006)
- C.J. Randolph (Johnny Rock, C. Jesus) – basse, chant (2006-2007)
- Andre Abraham – basse, chant (2002-2004)
- Tim Connors – batterie (2002-2003)

## Discographie
- 2005 : Minority Rules
- 2006 : Punk Life (EP)
- 2017 : Punk Life 2 (EP)